# Le Cygne de cristal
Pour plus de détails, voir Fiche technique et Distribution.
Le Cygne de cristal (Хрусталь, Khroustal) est un film biélorusse réalisé par Daria Jouk, sorti en 2018.

## Synopsis
Velia, DJ à Minsk, rêve de partir aux USA.

## Fiche technique
- Titre original : Хрусталь, Khroustal
- Titre français : Le Cygne de cristal
- Réalisation : Daria Jouk
- Scénario : Helga Landauer et Daria Jouk
- Photographie : Carolina Costa
- Montage : Sergueï Dmitrenko et Michał Leszczyłowski
- Pays d'origine :  Biélorussie
- Langue : russe
- Format : Couleurs - 35 mm - 4/3
- Genre : drame
- Durée : 95 minutes
- Dates de sortie :
  - Tchéquie : 1er juillet 2018 (Festival international du film de Karlovy Vary 2018)
  - Biélorussie : 30 août 2018
  - Canada : 20 septembre 2019

## Distribution
- Alina Nasiboullina : Velia
- Ivan Mouline : Stepan
- Youri Borisov : Alik
- Svetlana Anikeï : la mère de Velia
- Ilia Kapanets : Kostia
- Anastasia Garveï : Vika
- Lioudmila Razoumova : Alia
- Natalia Onichenko : Angela

## Distinctions

### Récompenses
- Festival international du film d'Odessa 2018 : grand prix (Duc d'or (uk) du meilleur film)
- 32e cérémonie des Nika : Nika du meilleur film de CEI, de Géorgie et des États baltes

### Sélection
- Festival international du film de Karlovy Vary 2018 : sélectionné en compétition East of West